# 科堡县
科堡县（德語：Landkreis Coburg）是德国巴伐利亚州的一个县，隶属于上弗兰肯行政区，首府科堡。

## 華語譯名
由於兩岸對於德國行政區「Landkreis」翻譯的不同，台灣譯為「科堡郡」；中國大陸譯為「科堡縣」。

## 地理
科堡县北面与图林根州的希尔德布格豪森县和松讷贝格县，东面与克罗纳赫县，南面与利希滕费尔斯县和班贝格县，西面与哈斯贝格县相邻。